# Sebastián Cristóforo
Artikeln följer den spanska namnseden; faderns efternamn är Cristóforo och moderns efternamn Pepe.
Sebastián Carlos Cristóforo Pepe, född 23 augusti 1993 i Montevideo, är en uruguayansk fotbollsspelare (mittfältare) som spelar för Eibar på lån från Fiorentina.
Han kontrakterades med den spanska La Liga-laget Sevilla i juli 2013. Han spelade tidigare i två säsonger för Peñarol i uruguayanska Primera División. Efter tre säsonger i Sevilla blev han utlånad till italienska Serie A-klubben ACF Fiorentina, inför säsongen 2016–2017.
Cristóforo deltog i Uruguays trupp vid U20-världsmästerskapet i fotboll 2013, som spelades i Turkiet, och som laget lyckades ta en andraplacering i mästerskapet, efter att ha förlorat mot Frankrike i finalen på straffsparksläggning. Han hade tidigare under 2013 spelat för U-20-laget vid det sydamerikanska U20-mästerskapet, som laget tog en fjärdeplacering.

## Meriter
- Uruguay U20
  - Sydamerikanska U20-mästerskapet i fotboll 2013 – fjärdeplacering
  - U20-världsmästerskapet i fotboll 2013 – andraplacering

- Peñarol
  - Primera División 2012/2013

- Sevilla
  - Uefa Europa League 2013/2014
  - Uefa Europa League 2014/2015
  - Uefa Europa League 2015/2016